# 星野行男
星野 行男（ほしの ゆきお、1932年（昭和7年）2月22日 - 2014年（平成26年）4月10日）とは、日本の弁護士（登録番号：21388、新潟県弁護士会）、政治家。衆議院議員（3期）、新潟県小千谷市市長（4期）を歴任した。元秘書に、金融担当大臣を歴任した民主党元衆議院議員中塚一宏。

## 経歴

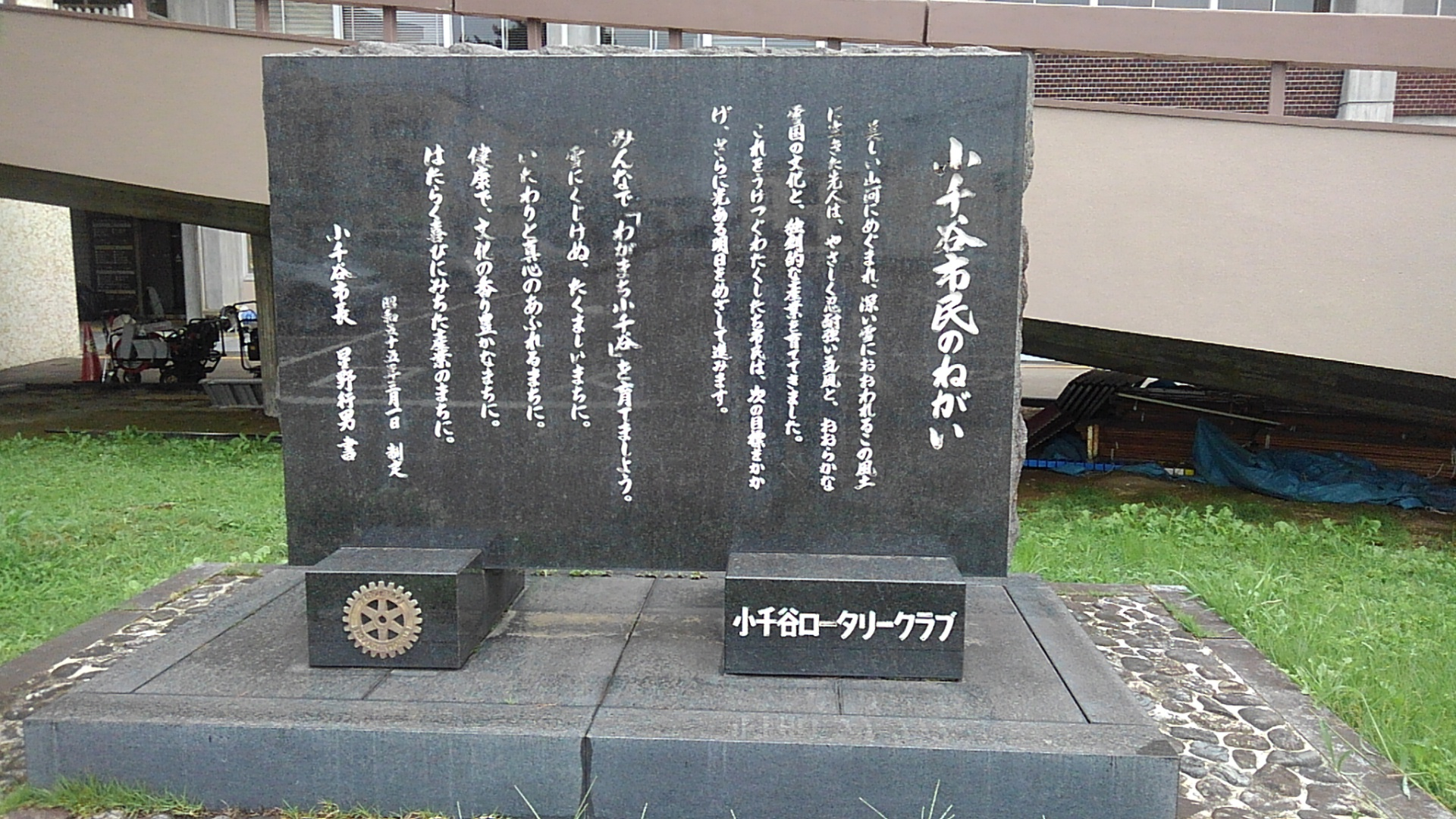
小千谷市役所前の石碑「小千谷市民のねがい」星野行男書

新潟県立小千谷高等学校を経て、1960年、中央大学法学部卒業。
1962年、司法試験に30歳で合格。
1965年、司法修習17期を修了（同期に松本啓二弁護士）し、東京弁護士会に入会。
1975年、小千谷市長に就任（以後4期務める）。同年、東京弁護士会を退会。
1989年5月31日、小千谷市長を辞職。同年10月、保守系無所属新人候補の政策集団自由連合の旗揚げに参加。
1990年の第39回衆議院議員総選挙で旧新潟3区から自由民主党・経世会公認で出馬し、初当選。
1993年、改革フォーラム21の同志と宮澤改造内閣不信任案に賛成して自民党を集団離党し、新生党を結成。第40回衆議院議員総選挙では旧新潟3区から新生党公認として出馬して再選。
1994年、羽田内閣の運輸政務次官に就任。その後、新進党の結党に参加。
1996年10月、第41回衆議院議員総選挙で新潟5区にて、師田中角栄の娘である田中真紀子と対決するも敗北し落選。同年11月、弁護士活動再開（新潟弁護士会所属）。
1998年、第18回参議院議員通常選挙で新潟県選挙区から民主党推薦で出馬し、同じく衆院からの鞍替え目指す田中直紀の後塵を拝し落選。
2000年、第42回衆議院議員総選挙直前に不出馬を表明。
2002年4月、勲三等旭日中綬章受章。同年10月、田中真紀子の議員辞職に伴う第42回衆議院議員補欠選挙に無所属で出馬し当選。後に自民党に復党した。
2003年1月、自民党新潟県第5区支部長就任。同年8月、第1次小泉内閣第2次改造内閣で法務副大臣に就任。同年の第43回衆議院議員総選挙で落選した。
2014年4月10日午前2時17分、膵臓癌のため小千谷総合病院にて死去。82歳没。

## 主な著書
- 『雪国からの提案 新しい時代を開く』
- 『やればできる』